# Homer Ledbetter
Homer Carroll „Doc“ Ledbetter (* 25. Januar 1910 in Huntsville, Arkansas; † 22. Oktober 1946 bei Raton, New Mexico) war ein US-amerikanischer American-Football- und Baseball-Spieler. Er spielte unter anderem als Fullback bei den Chicago Cardinals in der National Football League (NFL).

## Spielerlaufbahn
Homer Ledbetter studierte an der University of Arkansas und spielte von 1929 bis 1931 für die dortige Footballmannschaft, den Arkansas Razorbacks. Aufgrund seiner sportlichen Leistungen wurde er von seinem College dreimal ausgezeichnet. Im Jahr 1932 schloss sich Doc Ledbetter den Staten Island Stapletons an. Die Mannschaft um Ken Strong, Oran Pape und Stu Clancy hatte seit geraumer Zeit finanzielle Schwierigkeiten und stellte in der laufenden Saison den Spielbetrieb ein. Ledbetter wechselte daraufhin zu den Chicago Cardinals. Sowohl in der Saison 1932, als auch in der Saison 1933 stellte sich beim Team aus Chicago kein Erfolg ein. Ledbetter beendete seine Laufbahn als Profifootballspieler. Sein Vorhaben einen Vertrag als Baseballspieler bei den Cincinnati Reds zu erhalten, scheiterte. Er spielte daher von 1935 bis 1937 Baseball für verschiedene Minor League Teams.

## Nach der Spielerlaufbahn
Homer Ledbetter schloss sich nach seiner Spielerlaufbahn der United States Army an. Er diente als Lieutenant Colonel im 11th Infantry Regiment während des Zweiten Weltkriegs auf dem europäischen Kriegsschauplatz. Ledbetter wurde mit dem Croix de guerre ausgezeichnet. Nach seiner Militärdienstzeit übernahm Doc Ledbetter ab dem 1. Januar 1946 die Leitung der Staatspolizei von New Mexico. Er starb bei der Rückkehr von einem Jagdausflug bei einem Verkehrsunfall und wurde auf dem Rogers Cemetery in Rogers, Arkansas, beerdigt.